# Battaglia di Capo Matapan
La battaglia di capo Matapan venne combattuta tra il 28 e il 29 marzo 1941 nelle acque a sud del Peloponneso, fra l'isolotto di Gaudo e capo Matapan, tra una squadra navale della Regia Marina italiana sotto il comando dell'ammiraglio di squadra Angelo Iachino, e la Mediterranean Fleet britannica (comprendente anche alcune unità australiane) dell'ammiraglio Andrew Cunningham.
La battaglia in sé si compone di due scontri distinti: uno combattuto nei pressi dell'isolotto di Gaudo tra la mattina e il pomeriggio del 28 marzo, e un secondo al largo di Capo Matapan nella notte tra il 28 e il 29 marzo. La battaglia, conclusasi con una netta vittoria britannica, evidenziò l'inadeguatezza della Regia Marina ai combattimenti notturni e consegnò temporaneamente alla Royal Navy il dominio del Mediterraneo, infliggendo gravi perdite, soprattutto materiali, alla Regia Marina e condizionandone le future capacità offensive.

## Premessa

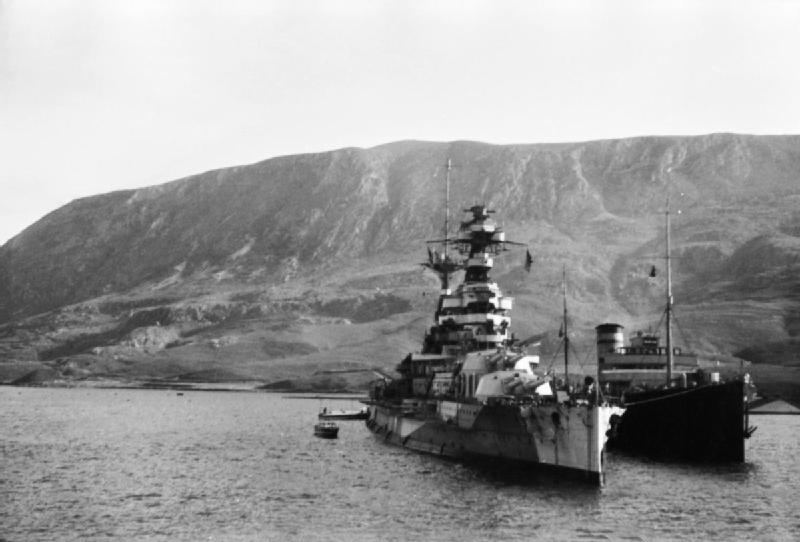
La HMS Barham in rifornimento da una petroliera nella baia di Suda, nel febbraio 1941

L'episodio di Gaudo, prologo alla battaglia di capo Matapan, fu la conseguenza di un'operazione messa in atto dal Comando superiore della Regia Marina (Supermarina) nel marzo 1941 in seguito alle richieste dei tedeschi affinché fossero messi sotto pressione i convogli britannici che rifornivano di materiali bellici e truppe le forze alleate in Grecia  dai porti egiziani e della Cirenaica  (operazione Lustre). Influì sulla decisione anche lo smacco subito pochi mesi prima, quando la Regia Marina non era riuscita a bloccare l'incrocio dei convogli inglesi che portavano rifornimenti a Malta e ad Alessandria d'Egitto, fallimento attribuito al tentennamento dell'ammiraglio Inigo Campioni, poi rimosso da Mussolini dai vertici della Regia Marina.
L'impegno inglese in Grecia era una decisione politica determinata dal non poter abbandonare l'alleato greco senza una grave perdita di immagine. L'altra preoccupazione britannica era un probabile quanto imminente attacco tedesco nei Balcani in appoggio alle stremate truppe italiane impegnate nella guerra contro la Grecia. Al contrario, i britannici ritenevano poco probabile un consistente impegno della Germania in Africa settentrionale, fatto clamorosamente smentito l'8 marzo dall'annuncio tedesco di affidare il comando del costituendo Afrika Korps a Erwin Rommel, uno dei loro più brillanti generali.
I tedeschi, in particolare, alla conferenza navale di Merano del 13 e 14 febbraio, nella persona dell'ammiraglio Raeder accusarono Supermarina di inattività, rimproverandole un atteggiamento difensivo e dimesso verso i britannici, mentre per contro lo stato maggiore italiano attribuì quest'inattività alla mancanza di nafta che impediva operazioni in forze. Supermarina, il cui principale impegno bellico fino ad allora era stata la scorta ai quotidiani convogli che rifornivano le truppe italiane in Africa settentrionale, in Albania e nel Dodecanneso, sotto la pressione tedesca concretizzatasi in un comunicato consegnato al comando italiano il 19 marzo e consistente in un'analisi che stimava la consistenza della Mediterranean Fleet in una sola nave da battaglia (la HMS Valiant), alcuni incrociatori e poco naviglio sottile, organizzò l'operazione fallita contro il traffico alleato condotta dall'ammiraglio Iachino, riprendendo operazioni propriamente offensive dopo le disastrose conseguenze della Notte di Taranto.
In realtà le altre due corazzate britanniche in forza alla Mediterranean Fleet, la HMS Barham e la HMS Warspite, erano sempre state operative, come si desumeva da foto aeree della ricognizione tedesca scattate nella giornata del 24, ma che secondo una fonte verranno inoltrate a Supermarina solo il 26 classificate come "bassa priorità". Secondo altra fonte invece l'ammiraglio Iachino era sufficientemente informato di quali fossero le condizioni di efficienza delle tre corazzate della Mediterranean Fleet. Egli ne ebbe piena conferma proprio quel pomeriggio del 27 marzo, quando in due occasioni, alle 15:19 e alle 16:43, il Vittorio Veneto intercettò, su frequenza 55 kHz, il seguente telegramma trasmesso all'aria dalla stazione radiotelegrafica di Rodi:
Il X Fliegerkorps era frattanto arrivato alle stesse conclusioni, in seguito all'interpretazione delle foto scattate il 26 marzo da un ricognitore Ju 88 della 2(F) 123 e al vaglio del rapporto trasmesso in volo il 27 da un altro Ju 88 della 1(F) 121. Queste informazioni vennero trasmesse a Roma con messaggio n. 644 e quindi pervennero a Maristat, che subito provvide a portarle alla conoscenza di Supermarina e del Comando Supremo, con numero di protocollo 3778. In tale messaggio era riportata una situazione navale dettagliatissima, e sostanzialmente fedele alla realtà dei fatti:
Il piano di Supermarina consisteva nella predisposizione di due rapide incursioni offensive, una a nord e una a sud di Creta, in caccia del traffico alleato. Le navi italiane avrebbero dovuto, se in condizioni di superiorità, attaccare i convogli incontrati e la relativa scorta, ritornando poi rapidamente nelle basi nazionali. Per attuare il suddetto piano Supermarina mise in campo quasi tutte le forze disponibili: la nave da battaglia Vittorio Veneto, due divisioni di incrociatori pesanti e una di incrociatori leggeri, oltre ai cacciatorpediniere di scorta.
L'intera operazione era affidata al fattore sorpresa. Laddove gli italiani fossero stati avvistati prima di arrivare nelle acque di Creta, i britannici avrebbero infatti avuto tutto il tempo di far allontanare eventuali convogli e di intercettare il nemico con la Mediterranean Fleet di stanza ad Alessandria d'Egitto. Infatti gli ordini operativi vennero dattiloscritti dall'ammiraglio Arturo Riccardi, capo di stato maggiore della Marina, personalmente; ciò nonostante alcune sbavature come la comunicazione del giorno 25 dove era scritto che "mancavano 3 giorni al giorno X" intercettata dagli inglesi, e soprattutto le capacità di decrittazione di Enigma, misero i britannici in condizione di prevenire le mosse italiane, sospendere il traffico mercantile e predisporre l'uscita della squadra navale da Alessandria e di una divisione di incrociatori dal Pireo al comando del vice ammiraglio Pridham-Wippell.
Rimasero soltanto due convogli già in essere, lo AG 9 partito il 26 marzo da Alessandria alla Grecia, scortato da due incrociatori leggeri, HMS Calcutta e HMS Carlisle e tre cacciatorpediniere, HMS Defender e HMS Jaguar, e HMAS Vampire, e il GA 8 partito il 29 marzo dalla Grecia e arrivato il 31 marzo ad Alessandria, scortato dall'incrociatore antiaereo HMS Bonaventure e dai cacciatorpediniere HMS Decoy e HMS Juno che proteggevano il cargo norvegese Thermopylae.
Supermarina pose quale condizione indispensabile per il successo dell'operazione la certezza del fattore sorpresa e la continua scorta aerea della propria squadra per tutta la durata della missione. Era stato previsto pertanto l'intervento delle forze aeree nazionali di base in Italia e in Egeo (isola di Rodi) e di quelle tedesche del X CAT (X Corpo Aereo Tedesco o X. Fliegerkorps, unità aerea forte di circa 200 bombardieri e una settantina di caccia) di base in Sicilia. Per favorire il coordinamento aeronavale e per decifrare i messaggi avversari indipendentemente dall'intervento di Supermarina, l'ammiraglio Iachino fece imbarcare sulla sua ammiraglia degli ufficiali di collegamento della Luftwaffe e un gruppo di decrittazione.
La marina italiana non era però attrezzata per gli scontri notturni, mentre la flotta britannica aveva fin dal 1934 affrontato questa eventualità, preparando metodologie ed equipaggi in questo senso; in particolare l'ammiraglio Cunningham aveva fatto svolgere ripetute esercitazioni alla squadra del Mediterraneo. Questa preparazione, unita al diffondersi dell'installazione di radar sulle sue unità navali (mentre quelle italiane ne erano totalmente prive, tanto da non contemplare neppure la possibilità di ingaggiare combattimenti notturni), gli offriva una capacità operativa notturna ineguagliabile dagli italiani.

## Ordine di battaglia
| Regia Marina | Regia Marina | Royal Navy | Royal Navy |
| ------------ | --- | ---------- | --- |

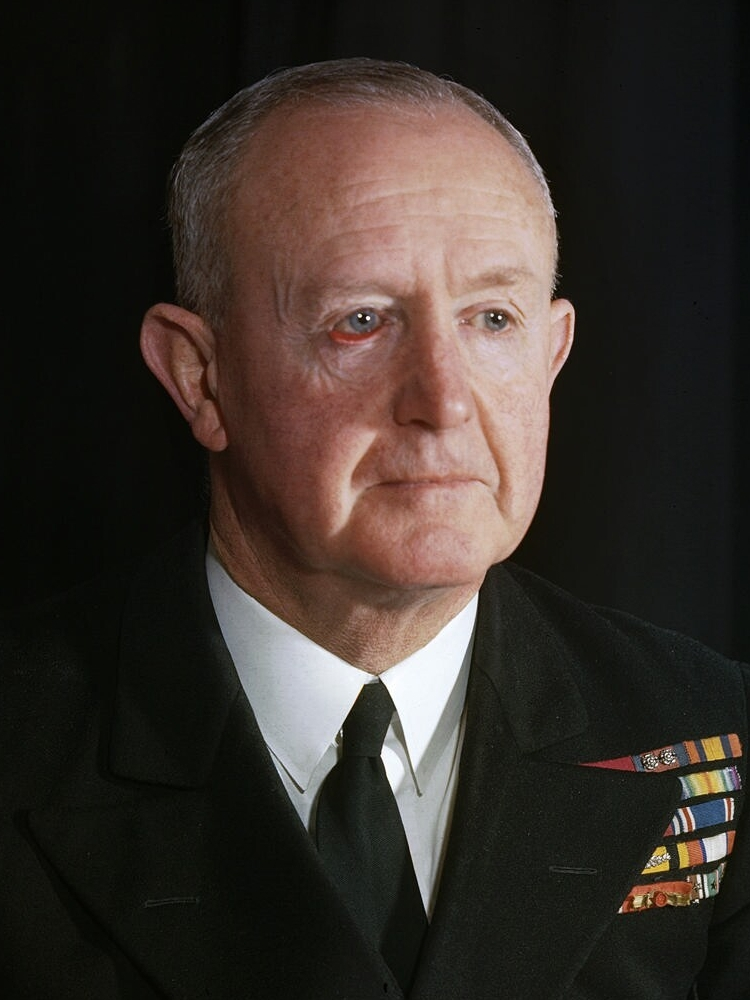
L'ammiraglio Andrew Cunningham

|              | ammiraglio Angelo Iachino - nave da battaglia Vittorio Veneto (ammiraglia di squadra ) XIII Squadriglia cacciatorpediniere Cacciatorpediniere: - Granatiere - Fuciliere - Bersagliere - Alpino I Divisione Incrociatori (ammiraglio Carlo Cattaneo) Incrociatori pesanti: - Zara (ammiraglia di divisione ) - Pola - Fiume IX Squadriglia cacciatorpediniere Cacciatorpediniere: - Vittorio Alfieri - Giosuè Carducci - Alfredo Oriani - Vincenzo Gioberti III Divisione Incrociatori (ammiraglio Luigi Sansonetti) Incrociatori pesanti: - Trieste (ammiraglia di divisione ) - Trento - Bolzano XII Squadriglia cacciatorpediniere Cacciatorpediniere: - Corazziere - Carabiniere - Ascari VIII Divisione Incrociatori (ammiraglio Antonio Legnani) Incrociatori leggeri: - Luigi di Savoia Duca degli Abruzzi (ammiraglia di divisione) - Giuseppe Garibaldi XVI Squadriglia cacciatorpediniere Cacciatorpediniere: - Nicoloso da Recco - Emanuele Pessagno |            | ammiraglio Andrew Cunningham Force A (ammiraglio Andrew Cunningham) Navi da battaglia: - HMS Warspite (ammiraglia di flotta ) - HMS Barham - HMS Valiant Portaerei: - HMS Formidable 10th Destroyer Flotilla Cacciatorpediniere: - HMAS Stuart - HMS Greyhound - HMS Griffin - HMS Havock - HMS Hotspur 14th Destroyer Flotilla Cacciatorpediniere: - HMS Jervis - HMS Janus - HMS Mohawk - HMS Nubian Force B (ammiraglio Henry Pridham-Wippell) Incrociatori leggeri: - HMS Orion (ammiraglia di divisione ) - HMS Ajax - HMAS Perth - HMS Gloucester 2nd Destroyer Flotilla Cacciatorpediniere: - HMS Ilex - HMS Hasty - HMS Hereward - HMAS Vendetta Force D Cacciatorpediniere: - HMS Juno - HMS Jaguar - HMS Defender |

## La battaglia

### Le prime mosse

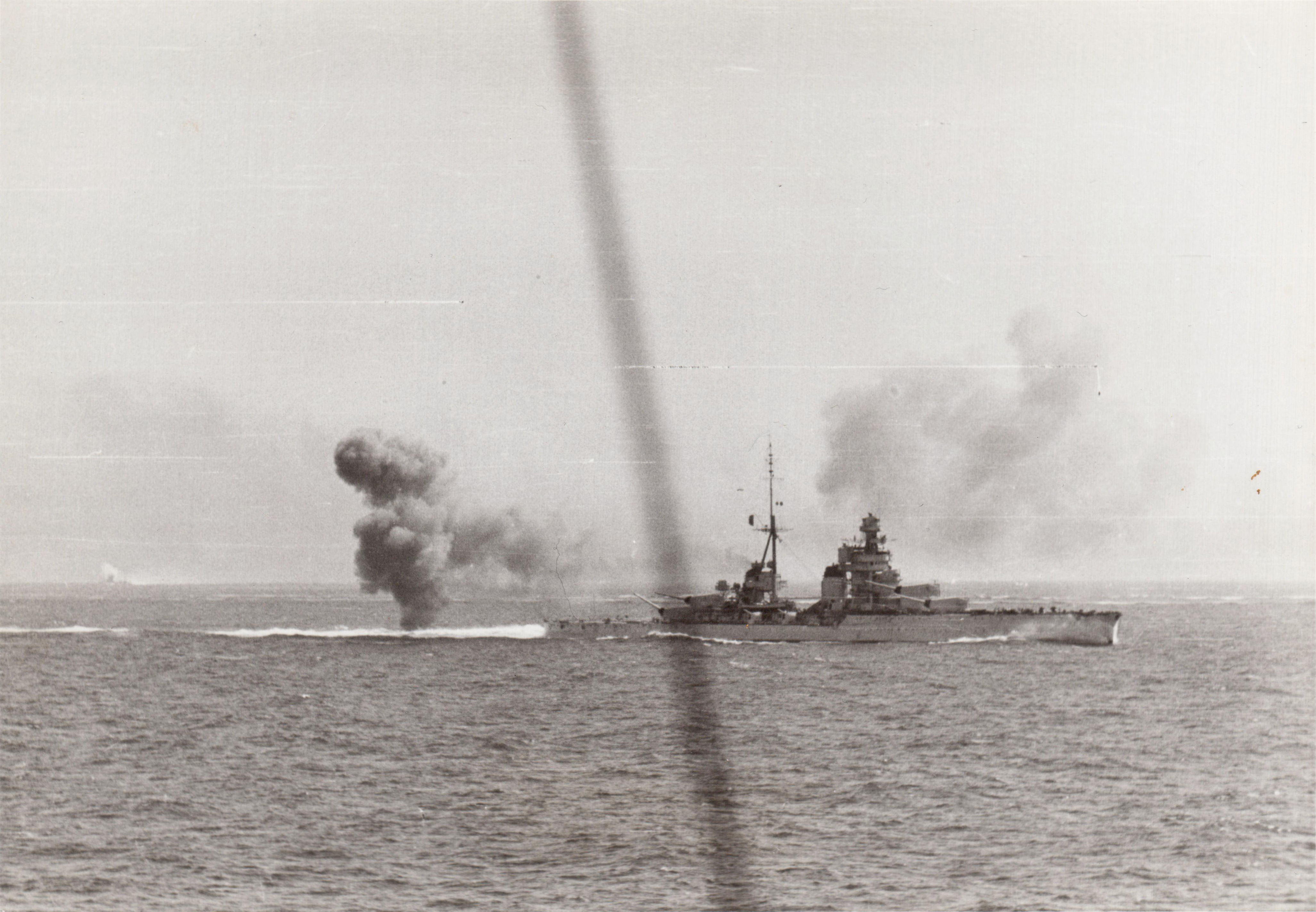
Un incrociatore della classe Zara sotto il fuoco nemico

Alle 21:30 del 26 marzo 1941, il Vittorio Veneto lasciò il porto di Napoli con a bordo l'ammiraglio Iachino, scortato dai quattro cacciatorpediniere della X Squadriglia (Maestrale, Libeccio, Scirocco e Grecale): l'ammiraglio stesso aveva deciso di salpare con il favore dell'oscurità per evitare che eventuali agenti nemici segnalassero l'assenza della nave dal porto. Con il mare calmo e il tempo buono, la formazione italiana iniziò così a inoltrarsi nel Mar Tirreno; il morale degli equipaggi era alto, visto che dopo settimane di stasi la flotta aveva finalmente intrapreso una decisa operazione offensiva. Quella stessa notte, mentre la squadra italiana era in navigazione alla volta delle acque di Creta, un'unità della Xª Flottiglia MAS mise in atto un audace attacco alla Baia di Suda, importante punto di ancoraggio per le navi alleate: superando le ostruzioni, sei barchini esplosivi italiani attaccarono le navi in rada, affondando l'incrociatore pesante HMS York (l'unica unità di questo tipo in quel momento a disposizione di Cunningham nell'area) e danneggiando gravemente la petroliera Pericles che poco dopo affondò tentando di raggiungere Alessandria.
A Messina la X squadriglia venne rilevata dalla XIII (Granatiere, Fuciliere, Bersagliere e Alpino) e si aggiunse come avanguardia la III Divisione Incrociatori dell'ammiraglio Luigi Sansonetti (Trento, Trieste e Bolzano) scortata dalle tre unità della XII Squadriglia cacciatorpediniere. Attraversato lo stretto di Messina, questa formazione si ricongiunse al resto della squadra italiana al largo della costa orientale della Sicilia: la I Divisione Incrociatori dell'ammiraglio Carlo Cattaneo (Zara, Pola e Fiume) scortata dai quattro cacciatorpediniere della IX Squadriglia e proveniente da Taranto e la VIII Divisione Incrociatori dell'ammiraglio Antonio Legnani (Luigi di Savoia Duca degli Abruzzi e Giuseppe Garibaldi) accompagnata dalle due unità della XVI Squadriglia cacciatorpediniere e partita da Brindisi.
La mattina del 27 marzo le navi italiane navigavano quindi nello Ionio e il tempo era cambiato: la foschia e il vento di scirocco rendevano difficile mantenere la formazione, ma tutte le unità riuscirono a navigare alla velocità prevista; in base agli accordi presi con i tedeschi, un contingente di caccia del X CAT avrebbe dovuto fungere da scorta aerea alla formazione, ma nessun velivolo alleato venne scorto dalle navi italiane. Invece, alle 12:25 il Trieste (che navigava in testa alla formazione) segnalò a Iachino di aver avvistato un idrovolante da ricognizione a lungo raggio britannico tipo Short S.25 Sunderland; poco dopo, la squadra da decrittazione imbarcata sul Vittorio Veneto intercettò il messaggio del ricognitore, il quale segnalava al comando di Alessandria di aver avvistato "tre incrociatori ed un cacciatorpediniere [...] al largo di Capo Passero".
Sebbene l'avvistamento facesse sfumare l'effetto sorpresa su cui molto puntava Iachino anche sulla base degli ordini ricevuti da Supermarina e rimasti sigillati fino alla partenza della spedizione, il ricognitore aveva individuato solo una piccola parte della squadra italiana, oltretutto sbagliando nello stimare la rotta e la velocità della formazione. In considerazione di ciò, in un messaggio inviato alle 18:00 Supermarina confermò l'operazione con qualche piccola variante prudenziale, ordinando che tutta la squadra dovesse riunirsi la mattina successiva nei pressi dell'isolotto di Gaudo per attaccare il traffico nemico a sud di Creta, cancellando l'operazione a nord dell'isola; il messaggio inoltre annunciò a Iachino che la prevista ricognizione aerea su Alessandria era stata cancellata per via delle condizioni meteo, lasciando l'ammiraglio all'oscuro delle intenzioni della Mediterranean Fleet, la cui partenza da Alessandria era avvenuta di notte.
L'avvistamento da parte del Sunderland non fece che confermare a Cunningham quanto aveva appreso dalla decrittazione dei messaggi di Enigma dei giorni precedenti, anche se lo lasciava nell'incertezza circa la composizione della squadra italiana; lo storico britannico F. W. Winterbotham sostiene che l'invio del ricognitore non fu che un trucco dell'ammiraglio per ingannare gli italiani, facendo loro credere che le informazioni sull'azione provenivano da esso e non dal sistema di decrittazione di Enigma, Ultra, che si avvaleva del computer Bomba, avanzatissimo per l'epoca.
Cunningham predispose subito tutte le misure del caso, dirottando i convogli alleati lontano dalle coste cretesi, facendo partire e rientrare successivamente alcune navi e preparando per la partenza la sua Force A, composta dalle tre corazzate HMS Warspite, HMS Barham e HMS Valiant, dalla portaerei HMS Formidable e da nove cacciatorpediniere; per ingannare eventuali spie o informatori dell'Asse (e in particolare il console giapponese ad Alessandria, molto dedito a tali azioni), l'ammiraglio sbarcò dalla Warspite e si recò tranquillamente a giocare a golf, salvo poi rientrare sulla sua ammiraglia poco prima della partenza. La Force A salpò da Alessandria alle 19:00 del 27 marzo; contemporaneamente, dal porto greco del Pireo muoveva la Force B dell'ammiraglio Pridham-Wippell, forte di quattro incrociatori leggeri e altrettanti cacciatorpediniere, alla quale Cunningham aveva dato appuntamento per la mattina successiva nei pressi dell'isoletta di Gaudo.

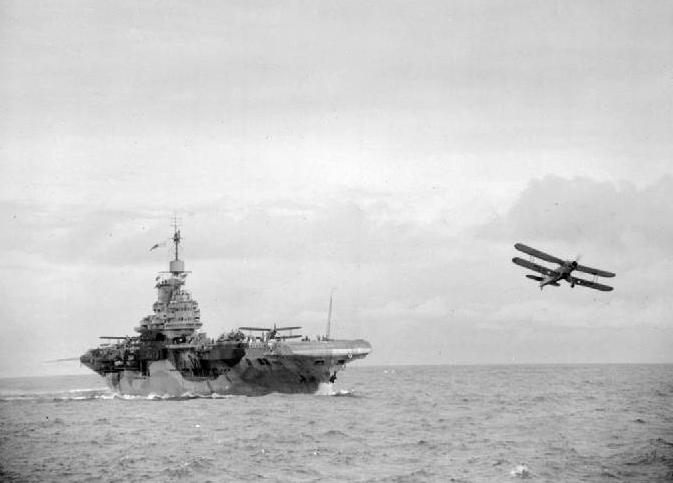
Dei Fairey Albacore decollano dal ponte della portaerei Formidable; fu proprio la presenza della portaerei a permettere alla squadra britannica di rallentare e agganciare in parte la squadra italiana

La strana coincidenza che vedeva l'ammiraglio britannico dare appuntamento alle sue forze proprio nella stessa zona in cui era diretta la flotta italiana diede adito, nel dopoguerra, a diverse speculazioni sulla presenza di informatori dei britannici in seno a Supermarina, quando non proprio ad accuse di tradimento nei confronti degli alti ufficiali della Marina; la questione venne risolta solo nel 1975, quando i britannici resero pubblico il sistema di decrittazione di Enigma. D'altro canto, lo stesso Cunningham era convinto che non ci sarebbe stato alcuno scontro, in quanto la squadra italiana si sarebbe ritirata, tanto che aveva scommesso in tal senso dieci scellini con il comandante Power, addetto alle operazioni dello stato maggiore.
In condizioni di mare calmo e buona visibilità, la mattina del 28 marzo la flotta italiana giunse nelle acque di Gaudo divisa in tre raggruppamenti: la III Divisione incrociatori di Sansonetti in testa, la I Divisione incrociatori di Cattaneo e la VIII di Legnani in coda, e il Vittorio Veneto più o meno al centro della lunga teoria di navi italiane, che si estendeva per molte miglia. Poco dopo l'alba, dalle navi italiane vennero catapultati due idrovolanti da ricognizione IMAM Ro.43 con il compito di individuare qualche convoglio nemico; nelle intenzioni di Iachino, se entro le 7:00 non fosse stata avvistata alcuna unità nemica, tutta la squadra avrebbe invertito la rotta per rientrare alla base.
Intorno alle 6:35, il Ro.43 catapultato dal Vittorio Veneto avvistò la Force B di Pridham-Wippell, circa 65 chilometri a sud-est della squadra italiana; sebbene quasi subito avvistato dalle navi britanniche, il ricognitore italiano non venne, almeno inizialmente, fatto oggetto di fuoco contraereo (era stato scambiato per un Supermarine Walrus amico), e poté così fornire a Iachino dettagliate informazioni sulla composizione, rotta e velocità della formazione di Pridham-Wippell. Iachino ordinò subito alla III Divisione di Sansonetti di accelerare a 30 nodi e di serrare le distanze con gli incrociatori britannici, mentre lui seguiva l'azione con il Vittorio Veneto; le divisioni di Cattaneo e Legnani risultavano troppo arretrate per poter essere immediatamente impiegate in azione.
Un'ora più tardi, alle 7:39, i ricognitori britannici decollati dal Formidable avvistarono gli incrociatori di Sansonetti, dandone notizia a Cunningham che con le sue corazzate si trovava 150 miglia nautiche (280 km) più indietro verso sud-est, rallentato dalla ridotta velocità (20 nodi) che il Warspite poteva tenere a causa di un guasto ai motori (nell'uscire dal porto, la nave aveva strusciato il basso fondale aspirando molta sabbia nei condensatori); gli avvistamenti dei diversi ricognitori britannici furono però molto contraddittori nello stimare la composizione della squadra italiana, comunicando l'avvistamento prima di quattro incrociatori e altrettanti cacciatorpediniere, poi di quattro incrociatori e nove cacciatorpediniere, e infine di tre corazzate e quattro cacciatorpediniere (la sagoma degli incrociatori classe Duca degli Abruzzi ricordava vagamente quella delle corazzate classe Cavour). La contraddittorietà degli avvistamenti lasciò nell'incertezza i vertici britannici, tanto che Pridham-Wippell ritenne inizialmente che i ricognitori avessero scambiato per italiane le navi della sua squadra; il dubbio venne infine chiarito alle 7:45, quando l'HMS Orion avvistò gli incrociatori di Sansonetti.

Gli incrociatori Duca d'Aosta e Duca degli Abruzzi alla fonda nella baia di Navarino in Grecia. Il Duca degli Abruzzi ha ormeggiato al suo lato sinistro il cacciatorpediniere Corazziere

### Lo scontro di Gaudo
La battaglia iniziò alle 8:12 del 28 marzo, quando gli incrociatori di Sansonetti aprirono il fuoco sulle navi britanniche di Pridham-Wippell, distanti circa 24 000 m; i cannoni da 203 mm degli incrociatori italiani avevano una maggiore gittata rispetto ai pezzi da 152 mm in dotazione ai britannici, e fu solo alle 8:29 che la nave di coda della Force B, l'incrociatore HMS Gloucester, iniziò a rispondere al fuoco, nonostante da quella distanza il tiro fosse piuttosto inefficace. Cosa singolare ma non insolita, sia Sansonetti sia Pridham-Wippell avevano ricevuto dai rispettivi comandanti superiori lo stesso ordine: in caso di ingaggio, dovevano ritirarsi facendo in modo che il nemico li inseguisse, per attirarlo vicino alle navi da battaglia. Pridham-Wippell mise subito in atto questa tattica, piegando verso sud tallonato dagli incrociatori di Sansonetti che continuavano a sparare; nonostante le unità britanniche procedessero a zig-zag emettendo fumo, gli italiani riuscirono a inquadrare il bersaglio, ma nessun colpo andò a segno.

Bordata del Vittorio Veneto contro gli incrociatori inglesi della Forza B durante lo scontro di Gaudo

Il comportamento dei britannici, di solito più propensi a gettarsi all'attacco, insospettì Iachino, contrariato anche dal fatto che il combattimento si stesse allontanando dal Vittorio Veneto piuttosto che avvicinando, come era nelle sue intenzioni; alle 8:36 comunicò quindi a Sansonetti di rompere il contatto con i britannici se non fosse stato possibile ridurre le distanze. Dopo altri venti minuti di inutile inseguimento con le macchine a tutta forza, alle 8:55 Sansonetti ordinò di invertire la rotta piegando verso ovest, incontro al Vittorio Veneto; subito, le navi di Pridham-Wippell invertirono a loro volta la rotta e presero a inseguire gli incrociatori italiani, rimanendo fuori tiro ma mantenendo il contatto visivo.
I britannici continuavano a ignorare la presenza del Vittorio Veneto (o meglio non l'avevano individuata, anche se potevano supporla grazie a Ultra), mentre Iachino ricevette intorno alle 9:00 un messaggio da Rodi secondo cui un ricognitore italiano segnalava in zona la presenza di una portaerei, due corazzate e navi minori; l'avvistamento, risalente a un'ora prima, indicava però una posizione molto vicina a quella occupata allora dalle unità italiane, e sia l'ammiraglio sia Supermarina concordarono sul fatto che il ricognitore avesse scambiato per britanniche le navi della squadra. In quel momento Cunningham si trovava ancora a circa 65 miglia nautiche (120 km) di distanza, e cercava di serrare le distanze per ingaggiare le navi italiane col grosso delle forze.
Persistendo l'inseguimento da parte delle unità di Pridham-Wippell, intorno alle 10:30 Iachino tentò una manovra per prendere in trappola le unità britanniche, stringendole tra il Vittorio Veneto a est e la squadra di Sansonetti a ovest; la manovra riuscì in pieno e alle 10:56 la corazzata italiana aprì il fuoco da una distanza di 23 000 m sulle navi britanniche, che solo allora si resero conto della presenza in zona della nave. Pridham-Wippell invertì subito la rotta, proteggendosi dietro una cortina fumogena; il Vittorio Veneto sparò in ventidue minuti 94 colpi con i cannoni da 381 mm, ma nonostante fosse riuscito a inquadrare il bersaglio non mise a segno alcun centro sulle navi britanniche: solo l'incrociatore Orion riportò alcuni lievi danni, a causa di un colpo esploso nelle sue vicinanze. La squadra britannica, colta inizialmente di sorpresa (tanto che si stava dirigendo per riconoscere la corazzata italiana, pensando che fosse della Royal Navy) emise efficaci cortine di fumo e invertì la rotta, sfuggendo al rischio di essere presa tra due fuochi (dalla sopraggiungente III Divisione).
Nonostante fosse composta da navi non eccezionalmente veloci (31-32 nodi) e costrette a zig-zagare, riuscì a seminare gli inseguitori e dopo che la distanza aumentò a oltre 26 000 metri, la corazzata italiana cessò il tiro, mentre nessuna delle divisioni incrociatori poté partecipare all'azione. Proprio mentre il fuoco veniva cessato, apparvero in cielo degli aerei nemici. Cunningham, informato di questo secondo scontro, si trovava ancora troppo lontano per intervenire direttamente, ma fece alzare dalla Formidable un gruppo di sei aerosiluranti Fairey Albacore, con il compito di attaccare l'ammiraglia italiana; gli aerosiluranti giunsero sulle navi italiane alle 11:15, inizialmente scambiati per caccia Fiat C.R.42 provenienti da Rodi; seppur iniziata in ritardo, la reazione della contraerea italiana si dimostrò efficace, obbligando i velivoli britannici a lanciare i loro siluri da una distanza troppo elevata.
Accostando con tutta la barra a dritta, l'ammiraglia italiana riuscì a schivare tutti i siluri, ma questa manovra la costrinse a interrompere il fuoco sugli incrociatori della Force B, che rapidamente si posero fuori tiro. Con le navi di Pridham-Wippell ormai troppo lontane, l'operazione poteva dirsi fallita: nessun convoglio nemico era stato avvistato, i cacciatorpediniere erano a corto di carburante, e la mancanza di copertura aerea esponeva le unità italiane all'attacco da parte dei velivoli nemici, sia imbarcati sia di base negli aeroporti greci. Alle 11:40 Iachino diede quindi ordine alla squadra di sospendere l'azione, invertire la rotta e rientrare alla base con direzione nord-ovest.

### L'inseguimento

Battaglia di capo Matapan

Con la squadra italiana che invertiva per la seconda volta la rotta, l'ammiraglio Pridham-Wippell rinunciò a mantenere il contatto e ripiegò verso il gruppo dell'ammiraglia, a una quarantina di miglia di distanza, che raggiunse alle 12:30; la forza di Cunningham era ora riunita, con le unità di Pridham-Wippell a fungere da avanguardia seguite dai cacciatorpediniere della Force A, dalle tre corazzate in linea di fila e dalla Formidable.
La formazione britannica era ora più compatta, ma la notevole distanza che la separava dalla squadra di Iachino e la maggiore velocità sviluppata dalle navi italiane rendeva quasi impossibile l'intercettamento del nemico; l'unica possibilità per Cunningham era di danneggiare con gli attacchi aerei qualche unità italiana, in modo da obbligare Iachino a rallentare l'andatura.
La squadra di Iachino continuava intanto a dirigersi a tutta forza verso le basi italiane, ignorando del tutto la presenza delle corazzate di Cunningham ad appena settanta miglia più a sud-est; alle 14:25, tuttavia, il Vittorio Veneto intercettò un messaggio diretto a Supermarina da parte della base italiana di Rodi, il quale riferiva che "alle ore 12:15 un aereo da ricerca strategica sull'Egeo ha avvistato una corazzata, una portaerei, sei incrociatori e cinque cacciatorpediniere nel quadratino 5647", ovvero a 79 miglia nautiche (146 km) dall'ammiraglia italiana.
Il messaggio conteneva notevoli imprecisioni sulla composizione della squadra nemica, ma dava con una buona approssimazione la posizione delle navi di Cunningham; errore ben più grave, l'autore dell'avvistamento non era un "aereo da ricerca strategica", ma due aerosiluranti italiani Savoia-Marchetti S.M.79 della base di Rodi pilotati rispettivamente dal capitano Buscaglia e dal tenente Greco e con a bordo due osservatori della Marina, che avevano anche tentato di attaccare la Formidable senza però riuscire a colpirla. L'avvistamento contrastava con un precedente rilevamento radiogonometrico che dava le navi britanniche a ben 170 miglia nautiche (310 km) di distanza dalla squadra italiana, e quindi Iachino attese una conferma da Supermarina; quando questa non arrivò, l'ammiraglio ritenne che il ricognitore si fosse sbagliato e avesse, come prima, scambiato per britanniche le navi della squadra italiana.
A partire dalle 14:30, una serie di attacchi aerei britannici si scatenarono sulla squadra italiana, condotti sia dagli aerosiluranti della Formidable sia dai bombardieri della Royal Air Force decollati dagli aeroporti greci; vennero contati due attacchi contro il Vittorio Veneto, due contro la III Divisione incrociatori e quattro contro la I Divisione, ma nessuna nave venne colpita.
Invece, fu il terzo attacco contro l'ammiraglia italiana, intorno alle 15:20, a riportare un successo, grazie alla casuale concomitanza dei due attacchi. Cinque aerosiluranti (tre Albacore e due Fairey Swordfish) della Formidable, scortati da due caccia Fulmar e appoggiati dai bombardieri Bristol Blenheim della RAF, si avvicinarono al Vittorio Veneto e, mentre i caccia si buttavano in picchiata sulla corazzata per distrarre i serventi della contraerea, i cinque aerosiluranti attaccarono a ventaglio da prua; tre poterono lanciare i loro ordigni da meno di 1 000 metri e l'Albacore del caposquadriglia, capitano di corvetta Dalyell-Stead, al centro della formazione, lanciò quasi frontalmente il siluro che avrebbe colpito. La manovra di disimpegno lo fece passare sulla dritta del Veneto a breve distanza dalla prua,  dove venne immediatamente abbattuto dalla contraerea lì collocata, con la perdita dei tre uomini dell'equipaggio.
Il Vittorio Veneto cercò di schivare l'ordigno, ma senza successo: il siluro strusciò contro il fianco sinistro ed esplose a poppa all'altezza dell'elica esterna, più o meno intorno alle 15:29; l'albero motore esterno sinistro si spezzò e quello interno si fermò a causa delle infiltrazioni, il timone ausiliario sinistro rimase bloccato e la nave imbarcò 4 000 t d'acqua a poppa, sbandando anche di 6° a sinistra. Per sei minuti la nave rimase immobile, poi alle 15:36 riuscì a rimettere in funzione le macchine e manovrare a mano il timone danneggiato, anche se solo alle 16:42 riuscì a riprendere la rotta con la velocità ridotta a 15 nodi dopo aver fatto un giro completo di 360°.

Il Vittorio Veneto appoppato da 4 000 t d'acqua dopo essere stato colpito da un siluro lanciato da un aereo della Fleet Air Arm durante la battaglia di Capo Matapan

Il siluramento del Vittorio Veneto cambiò l'ordine di priorità del comandante italiano: il salvataggio della nave danneggiata divenne ora per Iachino lo scopo essenziale dell'operazione. L'ammiraglio fece disporre il resto della squadra a protezione della sua ammiraglia, assumendo una formazione su cinque file parallele distanti meno di 1 000 m l'una dall'altra: al centro il Vittorio Veneto preceduto e seguito dai suoi cacciatorpediniere di scorta (Granatiere e Fuciliere a prua, Bersagliere e Alpino a poppa), ai due lati gli incrociatori pesanti della I (dritta) e III Divisione (sinistra), e sul lato esterno di queste due file i loro cacciatorpediniere (IX squadriglia a dritta, XII a sinistra). Gli incrociatori leggeri di Legnani vennero invece distaccati più a nord e lasciati liberi di agire autonomamente: alle 17:00 Iachino aveva ricevuto il messaggio di un ricognitore tedesco che segnalava la presenza di un gruppo di incrociatori leggeri nemici a sud di Cerigo (in realtà tre cacciatorpediniere britannici in missione di ricognizione a nord-ovest di Creta), e l'ammiraglio distaccò Legnani per fronteggiare questa potenziale minaccia.
Il rallentamento del Vittorio Veneto aveva consentito a Cunningham di portarsi a circa 55 miglia nautiche (102 km) dalla squadra italiana, ma le speranze di intercettarla rimanevano basse: dopo successive riparazioni, la nave da battaglia italiana era ora capace di sviluppare, seppur per brevi tratti, una velocità di 19 nodi, mentre le corazzate britanniche non riuscivano a superare i 20 nodi; le ore di luce andavano riducendosi, e più procedeva verso ovest più la squadra britannica entrava nel raggio d'azione degli aerei dell'Asse di base nell'Italia meridionale. L'ammiraglio britannico aveva bisogno di informazioni fresche, e decise di inviare il suo esperto osservatore personale, capitano di corvetta Bolt, a sorvolare le navi italiane con l'idrovolante della Warspite; Bolt intercettò la squadra italiana intorno alle 18:20, segnalandone con precisione rotta e composizione, e confermando che il Vittorio Veneto era danneggiato, in quanto procedeva a velocità molto ridotta. Cunningham decise di accettare i rischi di un combattimento notturno e, dopo aver ordinato ulteriori attacchi aerei sulle navi italiane, continuò l'inseguimento.
Il sole tramontò alle 18:55, ma sfruttando la luce del crepuscolo una nuova ondata di aerosiluranti decollati della Formidable (6 Albacore e 2 Swordfish) e da Maleme a Creta (2 Swordfish) si avventò sulle navi italiane intorno alle 19:30; nonostante la confusione e la scarsa visibilità data dalla poca luce e dalle cortine fumogene, i comandanti delle navi italiane riuscirono a mantenere la formazione e schivare gli attacchi dei velivoli nemici. L'ultima incursione britannica ebbe termine alle 19:45, e a prima vista sembrò che non avesse sortito nessun effetto: nessuna nave italiana segnalava di essere stata colpita. Solo alle 20:11 Iachino venne informato che l'incrociatore pesante Pola era stato pesantemente colpito e stava rimanendo indietro rispetto al resto della formazione.

### Cattaneo inverte la rotta

L'ammiraglio Cattaneo

Posto in centro alla linea di fila assunta dalla I Divisione incrociatori, il Pola era stato colpito intorno alle 19:50, nelle fasi finali dell'attacco aereo britannico: un aerosilurante  (molto probabilmente lo Swordfish del tenente Michael Torrens-Spence, decollato da Creta), sfruttando un varco nella cortina fumogena, era riuscito a portarsi a distanza ravvicinata all'incrociatore prima di lanciare il suo siluro, riuscendo a colpire la grande nave a poppa. I danni erano pesanti: l'ordigno era esploso all'altezza del locale caldaie numero 3 e delle turbine di sinistra, uccidendo tutti i fuochisti e i meccanici che si trovavano in quel punto, mettendo subito fuori uso quattro delle otto caldaie e distruggendo le tubazioni del vapore di altre due, facendo imbarcare all'incrociatore 3 500 t d'acqua; la nave era immobile, praticamente alla deriva, e priva di energia elettrica: era così impossibile muovere le torri dei cannoni.
La notizia del danneggiamento del Pola giunse per prima sulla plancia di comando dello Zara, ammiraglia della I Divisione, intorno alle 20:00, quando ci si accorse che l'incrociatore stava rimanendo molto indietro rispetto al resto della formazione; alle 20:11, Cattaneo inviò un messaggio al capitano di vascello Manlio De Pisa, comandante del Pola, chiedendo quali fossero i danni riportati dalla nave: questo messaggio venne intercettato anche dal Vittorio Veneto, informando così Iachino della situazione. Pochi minuti dopo il Pola rispose riferendo che non era più in grado di muoversi e chiedeva assistenza e rimorchio, messaggio girato dallo Zara al Vittorio Veneto intorno alle 20:15; a causa della lentezza del sistema di decrittazione, tra l'ammiraglia italiana e l'ammiraglia della I Divisione ci fu uno scambio di telegrammi che si incrociarono: alle 20:18 Iachino ordinò a Cattaneo di inviare l'intera I Divisione in soccorso al Pola, messaggio recapitato all'ammiraglio alle 20:21; alle 20:27 venne invece consegnato a Iachino un messaggio di Cattaneo, spedito molto prima, che chiedeva di inviare, "salvo ordine contrario", solo due cacciatorpediniere di scorta al Pola.
Accortosi che i due telegrammi si erano incrociati, Cattaneo non ubbidì subito all'ordine del suo comandante, ma alle 20:24 inviò un secondo messaggio a Iachino: "Chiedo se posso invertire la rotta per andare a portare assistenza nave Pola"; il messaggio venne recapitato sull'ammiraglia italiana alle 20:56, e Iachino rispose affermativamente. Alle 21:06, un'ora dopo il siluramento del Pola, gli incrociatori Zara e Fiume, seguiti dai cacciatorpediniere Vittorio Alfieri, Giosuè Carducci, Alfredo Oriani e Vincenzo Gioberti, invertirono la rotta e, separandosi dal resto della squadra, procedettero in soccorso alla nave danneggiata.

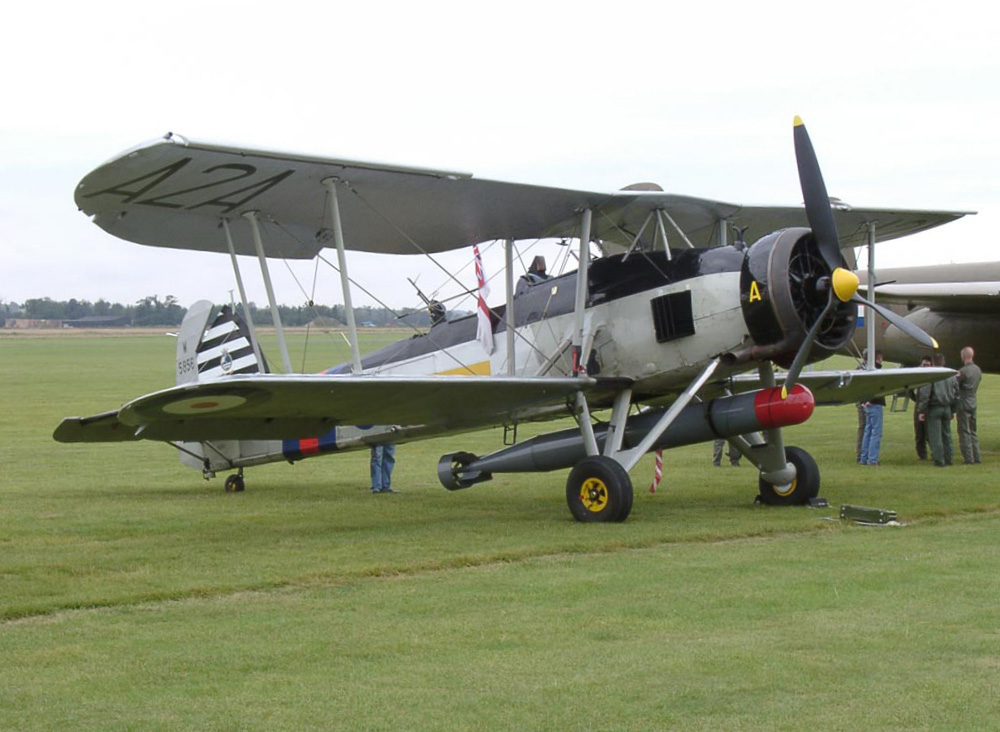
Uno Swordfish con i colori della Fleet Air Arm simile a quello pilotato da Michael Torrens-Spence che silurò il Pola

L'inversione di rotta da parte degli incrociatori della I Divisione rappresentò il punto di svolta della battaglia: Iachino decise in tal senso probabilmente perché riteneva che i soli cacciatorpediniere potessero unicamente recuperare l'equipaggio del Pola e affondare l'incrociatore, mentre per il rimorchio servivano unità più grosse. Alle 20:05 Iachino aveva ricevuto da Supermarina un secondo rilevamento radiogoniometrico che segnalava le navi britanniche a circa 70–75 miglia nautiche (130–139 km) a sud-est della squadra italiana (in realtà Cunningham era ancora più vicino, a circa 55 miglia nautiche (102 km) di distanza), ma per qualche ragione tale messaggio non venne preso con la dovuta considerazione al momento della decisione: Iachino lo ritrasmise a Cattaneo quando questi invertì la rotta, ma non istruì il subordinato su come interpretarlo, comunicandogli solo, intorno alle 21:16, di abbandonare il Pola al suo destino in caso di contatto con forze nemiche superiori.
Sia Iachino sia Cattaneo, d'altronde, ignoravano la presenza delle corazzate di Cunningham, come pure il fatto che i britannici fossero perfettamente equipaggiati e addestrati al combattimento notturno (nella Regia Marina solo i cacciatorpediniere, in parte, lo erano), potendo anche contare su apparecchiature radar installate su alcune unità. A causa della manovra per invertire la rotta, i cacciatorpediniere della IX Squadriglia si erano ritrovati in coda alla I Divisione incrociatori, anziché procedere davanti a essi disposti a ventaglio come era solito; Cattaneo tuttavia non ordinò di rettificare la formazione, continuando a procedere con tutte le unità in linea di fila. La I Divisione procedette verso est alla velocità ridotta di 16 (poi 22) nodi, anche se ciò era in parte giustificato dalla carenza di carburante sui cacciatorpediniere.

### La notte di Matapan
Cunningham era rimasto senza informazioni sulla squadra italiana dalla fine dell'ultima incursione aerea, anche se era stato informato dagli aviatori che una corazzata classe Littorio era stata probabilmente colpita; l'ammiraglio decise quindi di inviare in avanti gli incrociatori di Pridham-Wippell per prendere contatto con il nemico, facendoli poi seguire da una squadriglia di otto cacciatorpediniere sotto il capitano di corvetta Philip Mack. Tra le 20:15 e le 20:25, Pridham-Wippell individuò il Pola immobile grazie ai radar installati sull'Orion e sull'Ajax, ma si limitò a segnalarne la posizione a Cunningham e procedette oltre: gli aviatori gli avevano comunicato la presenza in zona di due corazzate classe Conte di Cavour (in realtà i due incrociatori leggeri Duca degli Abruzzi e Garibaldi, scambiati per le Cavour a causa della loro sagoma simile), e l'ammiraglio britannico ritenne prioritario entrare in contatto con esse; poco dopo anche i cacciatorpediniere di Mack passarono davanti al relitto del Pola, ma parimenti si limitarono a segnalarne la posizione e procedere oltre, in cerca del grosso della formazione italiana.
Intorno alle 22:00, gli incrociatori di Pridham-Wippell individuarono sugli schermi radar altre unità in navigazione, ma l'ammiraglio britannico le scambiò per i cacciatorpediniere di Mack e procedette oltre; si trattava in realtà delle unità di Cattaneo, che continuavano a procedere indisturbate verso il Pola. Per non interferire con le operazioni di Mack, Pridham-Wippell impostò una rotta molto a nord, che lo portò lontano dalla squadra italiana; al tempo stesso, a causa di un cambiamento di rotta messo in atto da Iachino, Mack si ritrovò più a sud della formazione italiana, e nessuna delle unità britanniche riuscì così a riprendere il contatto con il grosso del nemico.

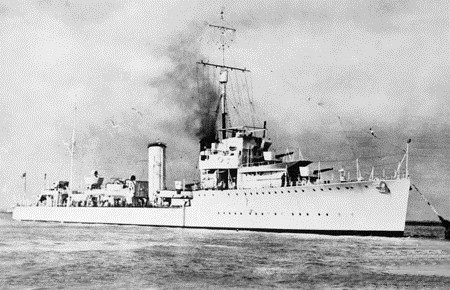
Il cacciatorpediniere australiano HMAS Stuart, una delle prime unità della Force A ad avvistare gli incrociatori di Cattaneo

Alle 22:20 il radar della Valiant (unica corazzata britannica a disporre di questa apparecchiatura) rilevò il relitto immobile del Pola, che tutti continuavano a ritenere la corazzata classe Littorio rimasta danneggiata nei precedenti raid aerei; Cunningham fece subito brandeggiare tutti i pezzi delle tre navi da battaglia contro l'immobile bersaglio, posto sulla sinistra della squadra britannica. A bordo del Pola, paralizzato e completamente al buio, la confusione era tale che, allo scorgere le indistinte sagome delle navi britanniche, il comandante De Pisa fece lanciare un razzo di segnalazione, convinto che queste fossero le unità italiane inviate in soccorso.
Prima che Cunningham desse l'ordine di aprire il fuoco, tuttavia, la sua attenzione fu richiamata dal commodoro Edelsten che, dalla plancia della Warspite, stava scrutando con il binocolo alla destra della squadra britannica, e aveva scorto la sagoma di due grosse navi che procedevano in direzione opposta; convinto che fossero unità britanniche finite fuori rotta, Edelsten comunicò la scoperta a Cunningham, che stava guardando dall'altra parte: il mistero venne risolto dal capitano di fregata Power, aiutante di campo dell'ammiraglio, che riconobbe subito la sagoma di due incrociatori classe Zara italiani. Le unità avvistate da Edelsten, e quasi subito rilevate anche dal radar della Valiant e dal cacciatorpediniere HMAS Stuart, erano effettivamente gli incrociatori di Cattaneo, che, ignari della vicinanza della squadra britannica, continuavano a procedere tranquillamente verso il Pola, senza tenere i cannoni in posizione di sparo (in quanto le navi italiane non erano munite di cariche a vampa ridotta né erano addestrate al tiro notturno); Cunningham ordinò subito un'accostata a destra delle sue corazzate e si dispose parallelamente alla squadra italiana, in posizione ottimale per bersagliarle con i suoi grossi calibri.

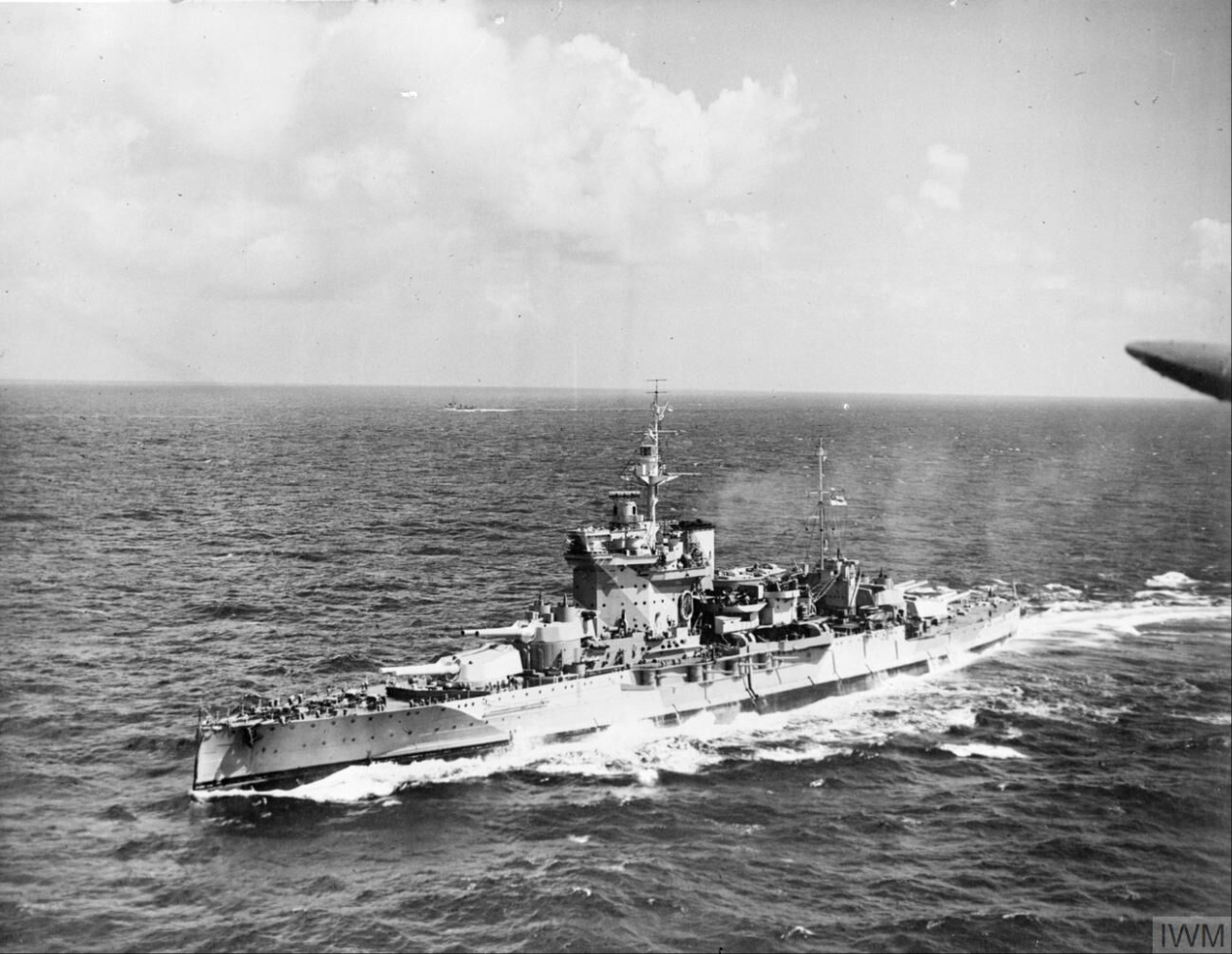
La corazzata HMS Warspite, ammiraglia della flotta di Cunningham

Alle 22:27 le navi di Cattaneo vennero illuminate dai riflettori del cacciatorpediniere HMS Greyhound, e subito dopo fatte oggetto del fuoco delle corazzate di Cunningham, tutte dotate di cannoni da 381 mm, che sparavano da una distanza compresa tra i 3 500 e i 2 600 m (praticamente a bruciapelo): in tre minuti, sullo Zara caddero quattro salve della Warspite, cinque salve della Valiant e quattro della Barham, mentre il Fiume venne centrato da due salve della Warspite e una della Valiant; le due navi vennero ben presto ridotte a relitti in fiamme, senza aver nemmeno avuto la possibilità di reagire all'attacco. L'attenzione dei britannici si spostò quindi sui quattro cacciatorpediniere italiani che seguivano gli incrociatori: le unità italiane accostarono in fuori nel tentativo di sottrarsi al tiro, ma l'Alfieri venne quasi subito colpito e ridotto a mal partito dalle corazzate britanniche; il Carducci cercò di stendere una cortina fumogena per proteggere le altre unità, ma anch'esso venne ben presto ridotto a un relitto in fiamme. Solo l'Oriani e il Gioberti riuscirono a sottrarsi dal tiro britannico e ad allontanarsi protetti dall'oscurità, anche se il primo riportò gravi danni.
La manovra dei cacciatorpediniere italiani venne scambiata da Cunningham per un tentativo di contrattacco, e l'ammiraglio si affrettò ad allontanare le sue corazzate dal luogo dello scontro, lasciando il compito di finire i relitti della squadra di Cattaneo alle sue siluranti: fu in questa fase che l'Alfieri, ormai condannato, riuscì a mettere in atto un abbozzo di resistenza, sparando alcuni colpi di cannone contro i cacciatorpediniere britannici e lanciando anche tre siluri contro le ormai lontane corazzate. L'Alfieri venne infine finito con un siluro lanciato dal cacciatorpediniere britannico HMAS Stuart, saltando in aria e affondando con quasi tutto l'equipaggio intorno alle 23:30; il Carducci, invece, venne finito da un siluro lanciato dal cacciatorpediniere HMS Havock intorno alle 23:45, dopo che i superstiti dell'equipaggio avevano abbandonato il relitto in fiamme. Poco prima, intorno alle 23:15, il Fiume, fortemente appoppato, si era capovolto ed era affondato; più lunga fu invece l'agonia dello Zara, il cui relitto venne infine fatto saltare dallo stesso equipaggio intorno alle 2:40 del 29 marzo.

### L'affondamento delPolae i soccorsi

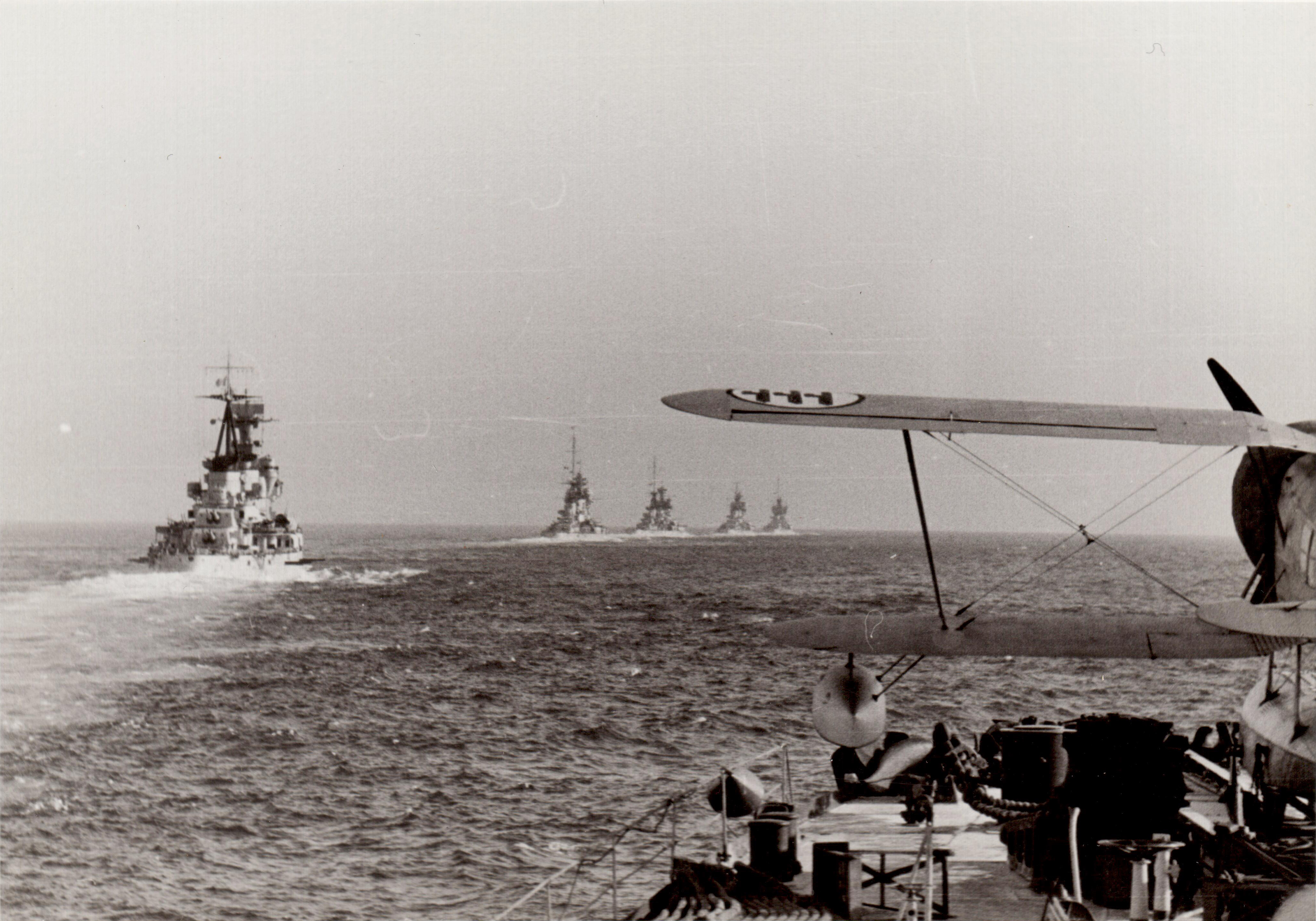
Formazione navale di incrociatori leggeri italiani fotografata da un incrociatore della classe Zara

Terminato lo scontro Cunningham decise di riunire la sua squadra, piuttosto dispersa, in previsione di un rientro alla base; sebbene l'ordine non fosse diretto a loro, intorno alle 00:30 sia Pridham-Wippell sia Mack interruppero l'inseguimento dell'ormai lontano Iachino e diressero verso le unità del comandante britannico; Cunningham fu piuttosto contrariato per questo fatto, e ordinò a Mack di continuare la ricerca della squadra italiana. Dopo due ore di inutile ricerca, Mack ricevette l'ordine da Cunningham di interrompere l'azione e di dirigersi invece a finire il relitto dell'immobile Pola, ignorato dalle unità britanniche dopo lo scontro con gli incrociatori di Cattaneo.
L'ammiraglia di Mack, il cacciatorpediniere HMS Jervis, si avvicinò all'immobile incrociatore con l'intenzione di silurarlo, ma visto che dal Pola non giungevano segni di ostilità il comandante britannico diede ordine di affiancare la nave italiana per trarne in salvo l'equipaggio. I britannici riferirono di aver trovato sull'incrociatore una certa confusione tra l'equipaggio, in seguito indicata come mancanza di disciplina; tuttavia, la circostanza aveva una diversa spiegazione: quando l'incrociatore era stato colpito, diversi uomini si erano gettati in mare, convinti che la nave stesse per affondare; in seguito molti di questi uomini erano stati recuperati a bordo, ma il contatto con l'acqua gelata aveva iniziato a produrre casi di assideramento, e per scaldarsi molti di essi si tolsero le uniformi bagnate e ingerirono abbondanti quantità di alcolici.
Le immagini di gruppi di marinai seminudi e in stato di ubriachezza spinsero i britannici a pensare che sull'unità italiana vi fosse stato un crollo della disciplina. Trasferito a bordo l'equipaggio italiano, il Jervis si staccò dall'incrociatore e intorno alle 3:55 lo finì con un siluro. Le vampate dello scontro erano state scorte anche dal Vittorio Veneto, distante ormai 40 miglia nautiche (74 km); Iachino inviò a Cattaneo un messaggio domandando se la I Divisione fosse sotto attacco, ma non ottenne risposta.
A bordo della squadra italiana che faceva rotta di rientro, tutta disposta a protezione dell'ammiraglia danneggiata, Iachino non avvisò Supermarina fino alle 23:47 che la I Divisione era in contatto con la Royal Navy; solo alle 01:18 della mattina dopo richiamò la VIII Divisione incrociatori programmando un incontro a 60 miglia da Capo Colonna per le 8 del 29 per un'ulteriore protezione al Vittorio Veneto; dall'altra parte i cacciatorpediniere del capitano Mack avevano rinunciato all'inseguimento per tornare verso il Pola, scambiato proprio per la corazzata danneggiata, e comunque Cunningham a mezzanotte aveva dato ordine di rientro e raduno per le 7 del 29 a 50 miglia a sud-ovest da Capo Matapan, per ritornare poi sul luogo dello scontro alla luce del giorno; la squadra italiana non venne più disturbata nel suo rientro.
Nelle ore successive e fino alla mattina seguente, le unità britanniche incrociarono nella zona dello scontro per portare soccorso ai numerosi naufraghi italiani, riuscendo a recuperarne circa 900; intorno alle 11:00 del 29 marzo, tuttavia, un ricognitore tedesco avvistò la squadra britannica e Cunningham, per evitare attacchi aerei sulle sue navi, dette ordine di sospendere le operazioni di soccorso e di rientrare alla base. Nell'abbandonare la zona Cunningham inviò un messaggio radio in chiaro diretto al capo di stato maggiore italiano Riccardi, con le coordinate dei naufraghi ancora in mare, invitandolo a mandare sul posto una nave ospedale; Riccardi rispose ringraziando l'ammiraglio britannico per il gesto cavalleresco e lo informò di aver inviato in zona la nave ospedale Gradisca. Questa, a causa della sua scarsa velocità di 15 nodi, giunse sul posto solo il 31 marzo, trovando il mare arrossato dai giubbotti di salvataggio che tenevano a galla migliaia di marinai italiani ormai cadaveri; 147 marinai e 13 ufficiali superstiti, ancora in vita, furono comunque tratti a bordo della nave ospedale italiana.

La nave ospedale Gradisca durante i soccorsi ai naufraghi della battaglia di Capo Matapan

Dal punto di vista materiale, Cunningham aveva inflitto una dura sconfitta alla squadra italiana: tre incrociatori pesanti e due cacciatorpediniere italiani erano stati affondati, mentre una corazzata e un cacciatorpediniere erano stati danneggiati. I britannici recuperarono come naufraghi 55 ufficiali e 850 marinai italiani, oltre ai 22 ufficiali e 236 uomini presi a bordo dal Pola; i morti italiani furono in tutto 2 331, così ripartiti: 782 sullo Zara, 813 sul Fiume, 328 sul Pola, 211 dell'Alfieri, 169 del Carducci e 28 di altre unità. Tra i caduti vi era anche l'ammiraglio Cattaneo (sopravvissuto all'affondamento della sua ammiraglia ma in seguito perito in mare), il comandante dello Zara capitano di vascello Luigi Corsi, il comandante del Fiume capitano di vascello Giorgio Giorgis e il comandante dell'Alfieri, capitano di vascello Salvatore Toscano (periti durante l'affondamento delle rispettive unità); il comandante del Pola, capitano di vascello Manlio De Pisa venne invece trasbordato incolume nel cacciatorpediniere britannico Jervis e divenne prigioniero, mentre il comandante del Carducci, capitano di fregata Alberto Ginocchio sopravvisse all'affondamento della sua unità e venne recuperato dalla nave ospedale Gradisca.

### L'ultimo messaggio dalFiume

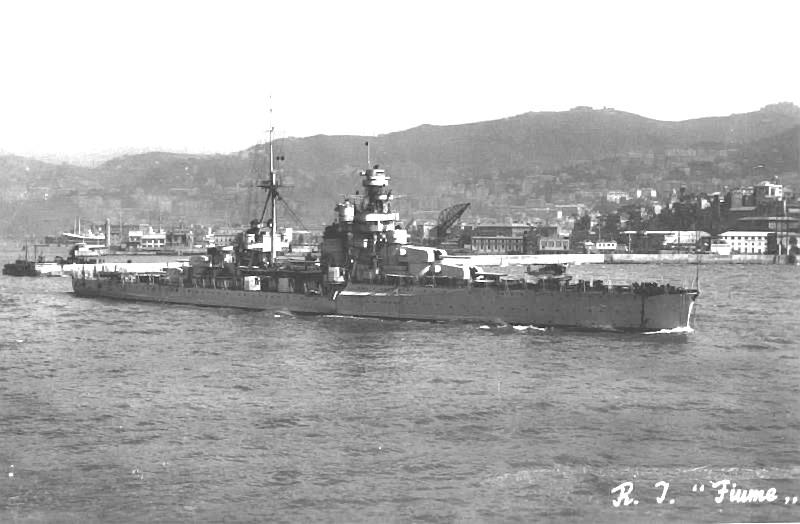
L'incrociatore pesante Fiume

Messaggio in bottiglia del marinaio Francesco Chirico, ritrovato undici anni dopo la battaglia di Capo Matapan, saranno le sue ultime notizie

Il 10 agosto 1952, undici anni dopo la battaglia, su una spiaggia nei pressi di Cagliari, venne rinvenuta una bottiglia molto incrostata ma ben sigillata con della cera che, al suo interno, celava, scritto su un pezzo di tela strappato dalla copertura di una mitragliera, il seguente messaggio:
Dopo accurate ricerche si trovò il nominativo del marinaio tra quelli dei dispersi dell'incrociatore Fiume, col quale, affondando, trovarono la morte 813 marinai italiani dell'equipaggio.
Il caso fece molto scalpore e fu ampiamente trattato dalla stampa italiana, la madre venne informata e suo figlio fu insignito dal presidente della Repubblica della medaglia di bronzo al valor militare alla memoria con la seguente motivazione:

## I bollettini di guerra
I bollettini italiani e inglesi riportarono la notizia con toni molto diversi, ma comunque i primi ammisero subito le gravi perdite.

### Bollettini britannici
I britannici diramarono vari bollettini sulla battaglia; il primo fu il n. 564 del 31 marzo 1941, ore 18, che dichiarava immediatamente l'affondamento dei tre incrociatori pesanti italiani, con in aggiunta l'affondamento del Giovanni dalle Bande Nere, e nel contempo

## Le conseguenze

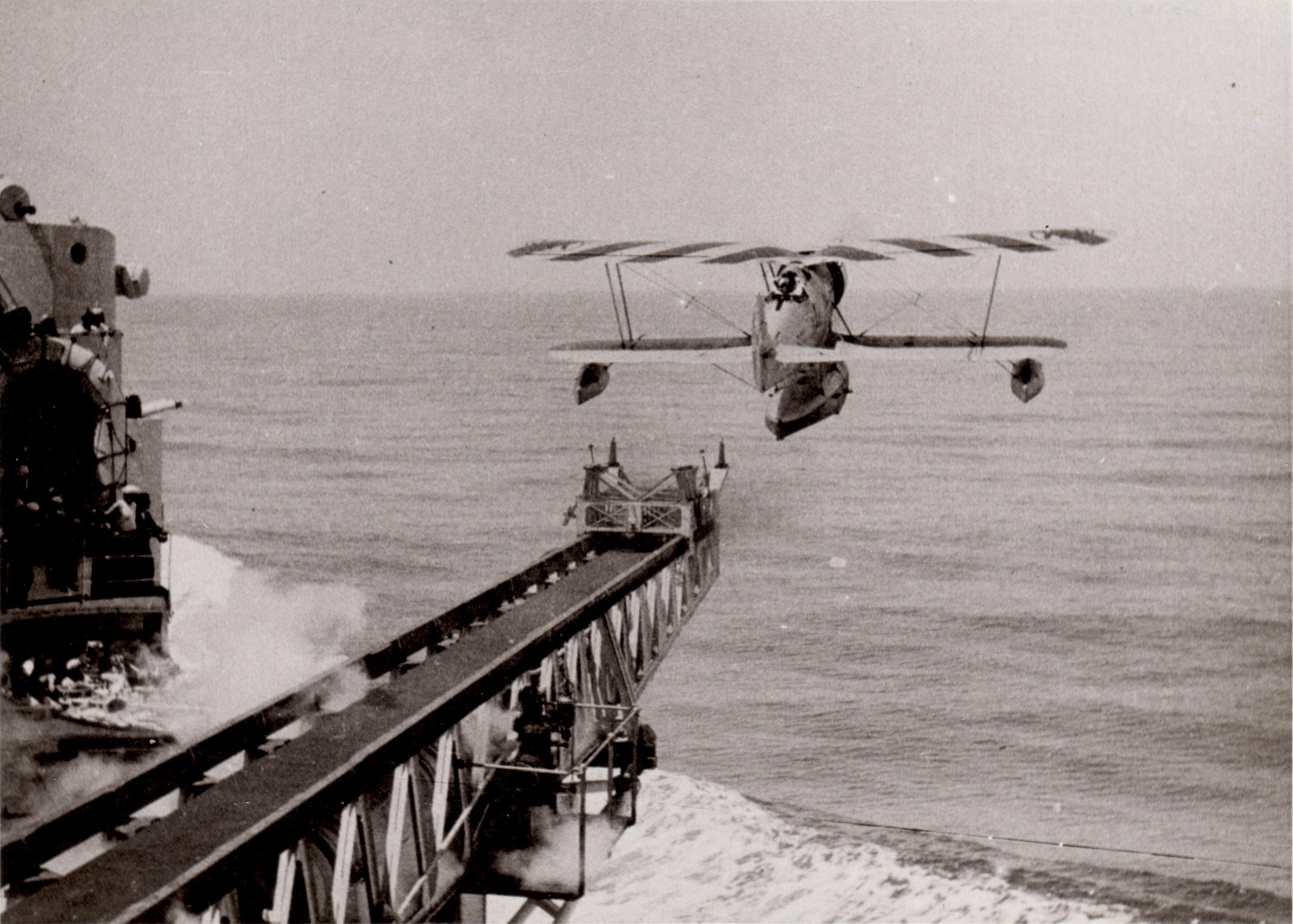
Un Ro.43 da ricognizione ripreso mentre viene catapultato da un incrociatore; la ricognizione fu uno dei più grandi problemi della marina italiana

Lo scontro di Capo Matapan avvenne in un momento in cui la Regia Marina aveva subito il disastro della notte di Taranto, che portò al dimezzamento della flotta da battaglia italiana, e il bombardamento di Genova al quale non aveva potuto efficacemente replicare. Le corazzate silurate a Taranto erano ancora in riparazione, e i tedeschi, nel convegno di Merano del 13 febbraio 1941 con i vertici navali italiani avevano comunque preteso un'azione incisiva contro la Mediterranean Fleet.
Dall'altro lato la Regia Marina sapeva bene di non poter rimpiazzare le eventuali perdite e questo vincolò i comandanti in mare a tattiche spesso rinunciatarie per cui le grandi navi di superficie, che avrebbero dovuto giocare un ruolo di primo piano nella ricerca della supremazia sul mare, vennero utilizzate con sempre maggiore prudenza e timore di ulteriori danni, e all'audacia britannica non si rispose mai adeguatamente, se non attraverso le imprese dei mezzi d'assalto (e quindi di naviglio minore), o con esempi di grande valore limitati però ai singoli comandanti di unità sottili, come i comandanti Giuseppe Cigala Fulgosi e Francesco Mimbelli.
Quando Iachino rientrò in porto, venne convocato al ministero della Marina per riferire sulla battaglia all'ammiraglio Riccardi, al quale sottopose come tesi difensiva una chiamata di fatto in corresponsabilità dei vertici nella sconfitta, sia perché appunto Supermarina e non il comandante in mare stabiliva la strategia delle operazioni, sia perché le informazioni fornite erano frammentarie, l'appoggio aereo inesistente e le tre corazzate britanniche efficienti smentendo i rapporti informativi a lui consegnati.

Taranto, 1º aprile 1941. Lo squarcio provocato dal siluro nello scafo del Vittorio Veneto, visibile dopo l'immissione della corazzata in bacino di carenaggio

Di conseguenza il successivo rapporto con Mussolini non fu ostile a Iachino, in quanto Mussolini era stato adeguatamente orientato da Riccardi e in ogni caso, era lo stesso Mussolini ad aver osteggiato negli anni precedenti l'acquisizione delle portaerei da parte della Marina; comunque, nel colloquio, Mussolini impose delle limitazioni operative alle future operazioni navali, consistenti nel muoversi da parte della squadra da battaglia "solo in acque interamente coperte dal raggio di volo degli aerei da caccia e quindi a non più di cento miglia dalle coste" e preannunciava la messa in cantiere di navi portaerei.
L'esito disastroso dello scontro ebbe come prima conseguenza la completa assenza della Regia Marina nel Mediterraneo orientale quando, un mese dopo la battaglia, gli inglesi furono impegnati via mare a evacuare in tutta fretta i propri uomini dalla Grecia, operazione che fu contrastata solo dal cielo, anche se con gravi perdite per la Royal Navy. Va anche detto che nel maggio del 1941 furono anche i tedeschi a non volere la Regia Marina attorno a Creta, perché forte era il rischio di incidenti di fuoco amico con la propria aeronautica.
Dopo Matapan i vertici della Regia Marina subirono gli eventi bellici ponendosi come obiettivo principale quello di non subire ulteriori perdite irreparabili.

## Cause di una sconfitta
Il risultato della battaglia di Matapan fu determinato principalmente dall'evoluzione tecnica condotta dai britannici, contrapposto al livello di arretratezza - anche tattico - in cui versava la Regia Marina. Gli uomini di Cunningham disponevano infatti di molti vantaggi.
Responsabilità tattiche gravano sia sul conto di Supermarina, sia degli ammiragli Iachino e Cattaneo, il quale, come detto, perse la vita nello scontro.

### Economicità di impiego delle forze
L'intera operazione era intrinsecamente discutibile: far uscire un'intera squadra per assolvere a un compito che poteva essere svolto egregiamente da pochi veloci incrociatori leggeri voleva dire far correre rischi inutili alle navi, senza conseguire alcun vantaggio.
Con il senno di poi, Iachino e altri ammiragli si chiesero se per un'operazione di disturbo del traffico mercantile tra la Grecia e l'Egitto fosse davvero necessario mobilitare tre divisioni di incrociatori, il Vittorio Veneto e quattro squadriglie di cacciatorpediniere (oltre a un'altra che scortò il Vittorio Veneto da Napoli a Messina). Un dispiegamento di forze che difficilmente sarebbe potuto passare inosservato; una squadriglia di cacciatorpediniere accompagnata da una coppia di incrociatori avrebbe avuto più possibilità di successo, con un costo (anche in termini di nafta) e un rischio inferiori. Ovvero fare quello che la Royal Navy fece da Malta con la Force K contro i convogli dell'Asse verso la Libia.
L'operazione Lustre fu poco contrastata dalla Regia Marina, significativamente gli unici altri episodi di rilievo videro coinvolto il naviglio silurante; pur non particolarmente notevoli, riuscirono a convincere la Royal Navy a spostare i convogli nel canale di Anticitera, a ovest di Creta (abbandonando gli accessi a est dell'isola). Si trattò dell'attacco delle torpediniere Lupo e Libra contro il convoglio AN 14 (danneggiamento grave della cisterna Desmoulea da 8 250 tonnellate), quello del sommergibile Neghelli contro il convoglio AS 12 (che però si concluse con l'affondamento del sommergibile, anche se dopo aver gravemente danneggiato il mercantile britannico Clan Cumming da 7 264 tsl), e quello del sommergibile Ambra (appoggiato dal Dagabur e dall'Ascianghi) contro il convoglio GA 8 del 31 marzo, in cui fu affondato l'incrociatore HMS Bonaventure da 5 600 tonnellate. Inoltre tra i primi di marzo e la metà di aprile gli apparecchi di base a Rodi affondarono un mercantile (e ne danneggiarono un altro) e i più numerosi e potenti apparecchi tedeschi di base in Sicilia affondarono 25 unità (per 115 000 tonnellate circa).
Continui attacchi di sorpresa di sommergibili, naviglio insidioso, campi minati offensivi e unità siluranti, talvolta seguiti da incursioni di incrociatori, avrebbero potuto danneggiare il traffico navale molto di più che un'operazione, difficilmente reiterabile, che coinvolgeva buona parte della flotta.

### Possibilità della sorpresa
La sorpresa era una condizione imprescindibile e dopo l'avvistamento del Sunderland era venuta a mancare.

### Enigma e ULTRA
Ultra, che consentì a Cunningham di conoscere in anticipo le mosse della flotta italiana, svolse un ruolo importante a Matapan. Dopo la guerra, infatti, si appurò che l'avvistamento di Iachino da parte del Sunderland era in realtà "pilotato": quell'aereo era stato inviato per non destare sospetti negli italiani, dopo che gli inglesi avevano intercettato e decifrato i messaggi trasmessi dagli italiani al X CAT per la predisposizione della copertura aerea, grazie al lavoro di Mavis Lever a Bletchley Park.

### Modello di comando
Esistevano serie differenze nel modello di comando tra le forze alleate e quelle dell'Asse. In campo alleato Andrew Cunningham, comandante della Mediterranean Fleet aveva il pieno controllo di tutte le forze navali alleate (britanniche, greche, australiane), inclusi i sommergibili, le forze aeree e il naviglio leggero, coordinava le operazioni navali della RAF e aveva un rapporto di mutua collaborazione con l'intelligence. Stabiliva la strategia e, se in mare, anche la tattica delle forze sotto il suo diretto controllo. Le forze navali erano comunque comandate, qualora l'ammiraglio non fosse presente, secondo il principio del "man on the spot" ("uomo sul posto"), dando grande libertà d'azione agli ufficiali superiori subordinati e con il minimo di interferenze da parte dei comandi a terra. Quindi, unità di comando unita a una grande autonomia operativa.
Invece, tra le forze dell'Asse esistevano rivalità e divergenze tra comandi, come quello tedesco e italiano, quello della Regia Marina e quello della Regia Aeronautica, ecc. senza che vi fosse un vero comando supremo. L'apporto del SIM (Servizio Informazioni Militari) era poco considerato (e non consultato). Supermarina, da Roma, stabiliva la strategia, mentre gli ammiragli in mare, ognuno all'interno degli ordini ricevuti, potevano solo decidere come porre tatticamente la propria flotta, senza la libertà di annullare o modificare le operazioni, e senza alcuna capacità di coordinare e dirigere direttamente l'aviazione o altre formazioni navali (sommergibili, naviglio leggero, ecc.). Anche la trasmissione di informazioni tra Supermarina (e Superaereo) e i comandi in mare risultava lenta e discontinua, mentre l'ammiraglio in mare doveva comunicare con Roma per ottenere eventuali modifiche ai piani ricevuti, con tutti i rischi dovuti a ritardi e intercettazioni.
A Supermarina vanno addebitate le responsabilità di non aver coordinato in modo adeguato la copertura e la ricognizione aerea. Le comunicazioni fornite a Iachino, inoltre, erano imprecise, contraddittorie e giungevano con eccessivo ritardo.

### Sottovalutazione delle informazioni estrapolate dall'analisi del traffico radio
Usando un metodo da lui messo a punto, poi diventato noto come analisi del traffico radio, il capitano di fregata Eliso Porta, imbarcato sul Vittorio Veneto a capo del gruppo intercettazioni, era giunto alla conclusione che tutta la flotta britannica era uscita in mare per intercettare quella italiana.
Come scrisse il Porta stesso: «avevo capito che - nel complesso - l'Ammiraglio Iachino era propenso a ritenere che la Squadra di Cunningham comprendesse una sola nave da battaglia, e che il grosso di questa Squadra fosse ormai lontano da noi, in via di rientro alle proprie basi. Questo apprezzamento della situazione contrastava però con la nostra interpretazione del traffico, perché dall'insieme delle intercettazioni a noi sembrava invece che le navi inglese fossero in numero maggiore ed anche piuttosto vicine. [...] Tanto ero convinto del fondamento di queste deduzioni  [...] che salii di persona [sulla plancia di Comando]  [...]  spiegando al Comandante in Capo che la mia opinione non si basava su un telegramma decrittato, bensì sull'interpretazione del traffico r.t. nemico. L'Ammiraglio Iachino mi stette a sentire, e mi congedò senza commenti; mi allontanai con l'impressione che quel mio giudizio non andasse d'accordo con il quadro della situazione tattica che egli si era fatto e che quindi egli pensasse che noi ci sbagliavamo, ciò che a rigor di termini poteva anche essere».
In proposito, l'ammiraglio Iachino scrisse che «non ricordava questo particolare» e che quella sensazione «non si basava su nessun serio elemento informativo».

### Le portaerei e l'appoggio aeronavale
La possibilità di lanciare attacchi aerei e di coordinare direttamente ricognizioni è stata la causa del declino delle possenti navi corazzate, che difficilmente potevano resistere ad attacchi aerei reiterati e ben condotti. La battaglia di Matapan servì a sottolineare il predominio dell'aereo sulla nave, accelerando la produzione di navi portaerei e convincendo lo stesso Mussolini ad approvare il progetto della prima portaerei italiana, l'Aquila, che però a due anni e mezzo dalla battaglia non era stata ancora approntata.
Per contro gli inglesi avevano effettuato sperimentazioni con le portaerei fin dalla prima guerra mondiale, compiendo il primo attacco notturno con il raid di Tondern nel 1918. Complessivamente nella giornata del 28 marzo (dalle 11:20 alle 19:50 circa), senza considerare le sortite di ricognizione (e quelle, non meno importanti, di protezione antisom della flotta britannica) la flotta italiana era stata attaccata 58 volte (15 sortite di Albacore, 9 di Swordfish, 4 di Fulmar della FAA e 30 di Blenheim della RAF), con due siluri a segno (entrambi da parte della FAA) e solo un aereo abbattuto. Nello stesso intervallo di tempo la flotta britannica fu attaccata quattro volte (due da Ju-88 tedeschi di base in Sicilia, di cui uno abbattuto dalla FAA, e due da S.M. 79 italiani di base a Rodi). Gli aerei britannici, partendo dalle portaerei, contribuivano anche all'arrivo tempestivo di informazioni come ulteriori ricognitori, mentre, in mancanza di caccia imbarcati, non era possibile allontanare i ricognitori britannici che si trovavano oltre il limite dell'artiglieria contraerea italiana.
Inoltre, la contraerea britannica era in crescita dagli anni 1930: cacciatorpediniere e incrociatori antiaerei adottavano oramai sempre più pezzi a doppio scopo (antiaereo/antinave), mentre la protezione antiaerea delle unità italiane, specie nei pezzi di maggior calibro, era inferiore (e la differenza sarebbe aumentata, non diminuita, dopo Matapan), per una certa sottovalutazione fatta del problema tra gli anni 1920 e gli anni 1930.
Va anche rimarcato come la contraerea britannica a Matapan fosse considerata insufficiente dai britannici, sebbene concettualmente superasse quella italiana, e che questa deficienza emerse con forza nella battaglia di Creta del maggio 1941. I britannici però disponevano già di unità meglio armate, e poterono potenziare rapidamente le loro difese contro gli attacchi aerei nelle battaglie successive.

### Addestramento al combattimento notturno
Gli inglesi disponevano di salve con abbaglio ridotto, che ne consentivano l'impiego notturno, già dal 1934; esse erano state ben provate in esercitazioni apposite. Gli incrociatori italiani, invece, non erano mai stati impiegati in cannoneggiamenti notturni e non tentarono nemmeno di rispondere al fuoco nemico (come prescritto dai regolamenti, i cannoni erano brandeggiati per chiglia e non erano pronti al fuoco).

### Il radar
Sulla Orion e sull'Ajax erano installati dei radar, che consentirono di localizzare il Pola nonostante le condizioni di navigazione notturna; la loro sperimentazione era iniziata già nel 1938.
Il disastro di Matapan è conseguenza anche dell'avversione alle innovazioni tecniche da parte della Regia Marina, da ascriversi principalmente all'ammiraglio Cavagnari, capo di stato maggiore della Marina fin dal 1934. Diversi scienziati italiani, fra cui il professor Ugo Tiberio, docente alla Regia Accademia Navale di Livorno, avevano già realizzato radiolocalizzatori di una certa efficacia, ma lo stato maggiore della Marina sostanzialmente si disinteressò a tali ricerche, non valutandone il futuro rivoluzionario impatto sulla tattica navale.

### Scarsa precisione delle artiglierie italiane
Durante lo scontro di Gaudo l'incrociatore Trieste sparò 132 colpi, il Trento 214, il Bolzano 189 e la corazzata Vittorio Veneto 94, quasi tutti da oltre 24 000 metri di distanza: nonostante ciò, i danni sugli incrociatori di Pridham-Wippell furono trascurabili, sebbene il tiro risultasse ben mirato e concentrato (specie prima che i britannici stendessero le cortine fumogene), destando grossa preoccupazione in diversi ufficiali britannici. Questo risultato non dipendeva da apparecchiature telemetriche e di puntamento difettose (erano anzi ottime) o da limiti nell'addestramento, ma da cannoni progettati per la potenza e la gittata, tenendo in minor conto la precisione. In particolar modo i proiettili mal standardizzati rendevano il tiro italiano, specie alle lunghe distanze, particolarmente poco preciso anche quando ben diretto.
Se questo fuoco fosse stato più centrato, e avesse affondato o danneggiato gli incrociatori e i cacciatorpediniere britannici, i valori morali e materiali dello scontro sarebbero notevolmente cambiati, anche se non necessariamente con una vittoria italiana.

### Scelte tattiche finali
La decisione dell'ammiraglio Iachino di distaccare l'VIII divisione per parare un eventuale attacco da nord o nord-ovest è stata duramente criticata da autori che non hanno ritenuto credibile questa minaccia; in effetti diverse fonti non ne parlano proprio. Forse sarebbe stato più opportuno distaccarla dopo l'attacco aereo del tramonto, visto che queste navi avevano la dotazione antiaerea più moderna.
La sua maggiore responsabilità è stata ovviamente quella di aver mandato tutta la prima divisione a soccorso del Pola, quando due cacciatorpediniere sarebbero stati sufficienti,  pur avendo molti elementi per prevedere un contatto con la flotta avversaria.
All'ammiraglio Cattaneo si contesta la scelta di disporre la flotta in modo da far procedere i due incrociatori dinanzi ai quattro cacciatorpediniere, soluzione incomprensibile sotto un profilo tattico, invece che posizionare questi ultimi in posizione avanzata con compiti di perlustrazione.
Resta inspiegabile anche la scelta di viaggiare a una velocità di 15 nodi, pur potendo navigare a un'andatura di 30 nodi.

## Nella cultura
La battaglia di Capo Matapan forma la materia del racconto Prima divisione nella notte scritto nel 1950 da Carlo Emilio Gadda e raccolto negli Accoppiamenti giudiziosi, in cui la battaglia viene descritta nei dettagli. Le informazioni sulla battaglia provengono a Gadda dalla lettura del libro di Angelo Iachino Gaudo e Matapan, pubblicato da Mondadori nel 1947.